# Led Zeppelin Japanese Tour 1972
Led Zeppelin Japanese Tour 1972 – druga i ostatnia japońska trasa koncertowa Led Zeppelin, która odbyła się w 1972 r.

## Program koncertów
1. "Rock and Roll"
2. "Black Dog"
3. "Over the Hills and Far Away"
4. "Misty Mountain Hop"
5. "Since I've Been Loving You"
6. "Dancing Days"
7. "Bron-Yr-Aur-Stomp"
8. "The Song Remains the Same"
9. "Rain Song"
10. "Dazed and Confused"
11. "Stairway To Heaven"
12. "Moby Dick" (5 i 9 października)
13. "Whole Lotta Love"

Bisy (różne warianty):
1. "Heartbreaker"
2. "Immigrant Song"
3. "Thank You"
4. "The Ocean"
5. "Communication Breakdown"
6. "Stand By Me" (cover Bena E. Kinga) (tylko 9 października)

Program koncertów podczas trasy ulegał zmianie.

## Lista koncertów
- 2 i 3 października - Tokio, Nippon Budōkan
- 4 października - Osaka, Festival Hall
- 5 października - Nagoja, Kokaido
- 9 października - Osaka, Festival Hall
- 10 października - Kioto, Kyōto Kaikan